# Things We Lost in the Fire (canção)
"Things We Lost in the Fire" é uma canção da banda britânica Bastille, incluída no álbum de estúdio Bad Blood. Foi gravada originalmente em 2011, e lançada para download digital no dia 23 de agosto de 2013. O single recebeu destaque na mídia europeia e americana após aparecer explicitadamente em um episódio da série The Vampire Diaries.

## Trilha sonora
Download digital
1. "Things We Lost in the Fire" – 4:00
2. "Icarus" – 3:14
3. "Things We Lost in the Fire" (TORN Remix) – 5:23
4. "Things We Lost in the Fire" (Tyde Remix) – 4:50
5. "Things We Lost in the Fire" (vídeo musical) – 4:15
6. "Things We Lost in the Fire" (vídeo musical no Queens' College, Cambridge) – 4:06

Disco de vinil
1. "Things We Lost in the Fire" – 4:00
2. "Icarus" (Live from Queens' College, Cambridge) – 3:14

## Paradas musicais
| Parada (2013–14)                                        | Pico de posição |
| ------------------------------------------------------- | --------------- |
| Áustria (Ö3 Austria Top 75)                             | 18              |
| Bélgica (Ultratop 50 de Flandres)                       | 10              |
| Bélgica (Ultratip Bubbling Under da Valônia)            | 16              |
| República Checa (Rádio Top 100)                         | 10              |
| França (SNEP)                                           | 111             |
| O campo songid é OBRIGATÓRIO PARA PARADA ALEMÃ          | 18              |
| Irlanda (IRMA)                                          | 33              |
| Países Baixos (Single Top 100)                          | 62              |
| Nova Zelândia (Recorded Music NZ)                       | 19              |
| Polónia (Polish Airplay Top 100)                        | 3               |
| Escócia (Scottish Singles Chart)                        | 29              |
| Eslováquia (Rádio Top 100)                              | 1               |
| Suíça (Schweizer Hitparade)                             | 53              |
| Reino Unido (UK Singles Chart)                          | 28              |
| Estados Unidos (Billboard Hot Rock & Alternative Songs) | 46              |